# Ante Kulušić
Ante Kulušić (Sebenico, 6 giugno 1986) è un ex calciatore croato, di ruolo difensore.

## Carriera

### Club
Il Gençlerbirliği nel gennaio del 2009 lo acquista per 400.000 euro ma lo cede nel febbraio seguente all'Hacettepe, salvo riconquistare le prestazioni del giocatore nell'estate del 2010.

### Nazionale
Nel 2008 ha giocato 6 partite con la maglia della nazionale croata Under-21.

## Statistiche

### Cronologia presenze e reti in nazionale
| Cronologia completa delle presenze e delle reti in nazionale ― Croazia under 21 | Cronologia completa delle presenze e delle reti in nazionale ― Croazia under 21 | Cronologia completa delle presenze e delle reti in nazionale ― Croazia under 21 | Cronologia completa delle presenze e delle reti in nazionale ― Croazia under 21 | Cronologia completa delle presenze e delle reti in nazionale ― Croazia under 21 | Cronologia completa delle presenze e delle reti in nazionale ― Croazia under 21 | Cronologia completa delle presenze e delle reti in nazionale ― Croazia under 21 | Cronologia completa delle presenze e delle reti in nazionale ― Croazia under 21 |
| Data                                                                            | Città                                                                           | In casa                                                                         | Risultato                                                                       | Ospiti                                                                          | Competizione                                                                    | Reti                                                                            | Note                                                                            |
| ------------------------------------------------------------------------------- | ------------------------------------------------------------------------------- | ------------------------------------------------------------------------------- | ------------------------------------------------------------------------------- | ------------------------------------------------------------------------------- | ------------------------------------------------------------------------------- | ------------------------------------------------------------------------------- | ------------------------------------------------------------------------------- |
| 16-5-2008                                                                       | Kuala Lumpur                                                                    | Australia under 21                                                              | 3 – 0                                                                           | Croazia under 21                                                                | Amichevole                                                                      | -                                                                               |                                                                                 |
| 18-5-2008                                                                       | Kuala Lumpur                                                                    | Togo under 21                                                                   | 0 – 1                                                                           | Croazia under 21                                                                | Amichevole                                                                      | -                                                                               |                                                                                 |
| 20-5-2008                                                                       | Kuala Lumpur                                                                    | Croazia under 21                                                                | 0 – 1                                                                           | Cile under 21                                                                   | Amichevole                                                                      | -                                                                               |                                                                                 |
| 20-8-2008                                                                       | Koprivnica                                                                      | Croazia under 21                                                                | 2 – 1                                                                           | Bosnia ed Erzegovina under 21                                                   | Amichevole                                                                      | -                                                                               |                                                                                 |
| 5-9-2008                                                                        | Varaždin                                                                        | Croazia under 21                                                                | 4 – 0                                                                           | Albania under 21                                                                | Qual. Europeo Under-21 2009                                                     | -                                                                               |                                                                                 |
| 9-9-2008                                                                        | Varaždin                                                                        | Croazia under 21                                                                | 1 – 1                                                                           | Italia under 21                                                                 | Qual. Europeo Under-21 2009                                                     | -                                                                               |                                                                                 |
| Totale                                                                          |                                                                                 | Presenze                                                                        | 6                                                                               |                                                                                 | Reti                                                                            | 0                                                                               |                                                                                 |

## Palmarès

### Club

#### Competizioni nazionali
- Campionato croato: 1

Rijeka: 2016-2017
- Coppa di Croazia: 1

Rijeka: 2016-2017
- Campionato moldavo: 2

Sheriff Tiraspol: 2017, 2018